# Takahashi Subaru
Takahashi Subaru (japanisch 高橋 昴; * 31. August 1902 in Sapporo; † 4. Juli 1992) war ein japanischer Skilangläufer.
Takahashi wurde in den Jahren 1925 und 1926 japanischer Meister für die Waseda-Universität  mit der Staffel. Zudem siegte er 1925 über 4 km und im folgenden Jahr über 25 km. Bei seiner einzigen Teilnahme an Olympischen Winterspielen im Februar 1928 in St. Moritz war er Flaggenträger und belegte den 37. Platz über 18 km und den 25. Rang über 50 km. Bei den Olympischen Winterspielen 1936 in Garmisch-Partenkirchen war er als Trainer aktiv und arbeitete nach seiner Karriere im Postamt in Sapporo.